# Простой английский язык
Простой английский (англ. Plain English, Plain Language) — это концепция понятного и лаконичного английского языка для официальной и деловой коммуникации, чтобы сделать понятными для обычных людей правительственные, финансовые, деловые, юридические и другие документы и публикации.
При использовании простого английского стараются избегать сложной терминологии: клише, технического жаргона, слов греко-латинского происхождения. Также он должен соответствовать уровню развития целевой аудитории и её погружённости в тему. Понятие «простой английский» (Plain English) часто используется в обсуждении требований к языку, на котором «говорит» государство и бизнес.

## Этимология
Понятие происходит от идиомы 16-го века «in plain English», что означает «простым и понятным языком». Другое название понятия «layman’s terms», то есть «с точки зрения непрофессионала», которое указывает на простоту формулировок и используемой терминологии, доступной для дилетантов и обычных людей.

## История

### Великобритания
В 1946 году Джордж Оруэлл в своём эссе «Политика и английский язык» (англ. Politics and the English Language) раскритиковал современный для него письменный английский, назвав его «уродливым и неточным». В частности, Оруэлл показал, как в политической речи «умиротворение» (англ. pacification) стало означать ситуацию, когда 
… беззащитные деревни бомбардируются с воздуха, жители изгоняются в сельскую местность, скот расстреливается из пулемётов, хижины поджигаются зажигательными пулями…
В 1948 году Казначейство Его Величества попросило сэра Эрнеста Гауэрса предоставить руководство для чиновников по предотвращению напыщенного и чрезмерно сложного письма. Гауэрс писал: 
Письмо — это инструмент для передачи идей от одного ума к другому; работа писателя состоит в том, чтобы заставить его читателя легко и точно понять его смысл.
За авторством сэра Эрнеста Артура Гауэрса был написан целый ряд основополагающих работ по данной теме:
- в 1948 году — Plain Words, a guide to the use of English;
- в 1951 году — The ABC of Plain Words;
- в 1954 году — The Complete Plain Words.

Гауэрс утверждал, что юридический английский — это особый случай, а составление юридических документов —

… это наука, а не искусство; оно лежит более в области математики, а не литературы, его практика требует длительного обучения под руководством наставника. Оно разумно предоставлено ведению специализированного юридического отдела Службы. Единственная забота обычного чиновника — научиться понимать этот язык, выступать в качестве толкователя его для простых людей и быть осторожным, чтобы не допустить, чтобы его собственный стиль письма был им испорчен …
Оригинальный текст (англ.)...is a science, not an art; it lies in the province of mathematics rather than of literature, and its practice needs long apprenticeship. It is prudently left to a specialised legal branch of the Service. The only concern of the ordinary official is to learn to understand it, to act as interpreter of it to ordinary people, and to be careful not to let his own style of writing be tainted by it...— Эрнест Гауэрс, 1954
В итоге, в юридических документах наблюдается тенденция к более простым формулировкам. С 1979 года проводится кампания «против болтовни, жаргона и вводящей в заблуждение публичной информации». Эта кампания помогла многим правительственным ведомствам и другим официальным организациям подготовить свои документы, отчёты и публикации. Правила 1999 года «Недобросовестные условия в потребительских контрактах» (англ. Unfair Terms in Consumer Contracts) предписывают «простой и понятный» язык.
Так, по итогам расследования взрывов в Лондоне в 2005 году было рекомендовано, чтобы английские аварийные службы всегда использовали «plain English». Было установлено, что многословие может привести к недоразумениям, которые могут стоить жизни.

### Ирландия
Главной организацией, продвигающей использование простого английского языка в Ирландии, является Национальное агентство грамотности взрослых (англ. National Adult Literacy Agency - NALA). Растёт понимание и заинтересованность в использовании простого английского языка, особенно в государственном секторе. «План реформирования государственного сектора» и «Кодекс защиты прав потребителей Центрального банка» выступают за использование простого английского языка в государственном и финансовом секторах, соответственно. Руководства по универсальному дизайну, опубликованные Национальным управлением по стандартизации Ирландии, включают руководства по простому английскому языку для поставщиков энергии.

### США
В США движение за простой английский язык в государственной коммуникации началось в 1970-х годах. Закон о сокращении объёма бумажной работы (англ. The Paperwork Reduction Act) был введён в 1976 году, а в 1978 году президент Картер издал распоряжения, призванные сделать правительственные постановления «экономически эффективными и понятными для тех, кто должен был их соблюдать». В настоящее время многие учреждения проводят политику, предписывающую простой язык; в 2010 году это требование было введено федеральным законом «Plain Writing Act».
В юридической литературе широко известен Дэвид Меллинков, профессор юридического факультета Калифорнийского университета, который в 1963 году в одиночку положил начало движению за чистый английский язык в американском праве, опубликовав книгу «Язык права» (англ. The Language of the Law). В 1977 году Нью-Йорк стал первым штатом, принявшим закон, требующий обязательного использования простого английского языка в потребительских договорах и договорах аренды. В 1979 году Ричард Уайдик опубликовал «Простой английский для юристов». В соответствии с правилами Комиссии по ценным бумагам и биржам (SEC), принятыми в 1998 году, для компаний, регистрирующих ценные бумаги в соответствии с Законом о ценных бумагах от 1933 года, теперь является обязательным использование стиля простого английского языка при составлении документов и в переписке. В 2011 году PLAIN (Plain Language Action and Information Network) опубликовала «Федеральное руководство по простому языку» (Federal Plain Language Guidelines).
Одними из качественных отраслевых исследований по теме простого английского являются работы Питера Тирсма (англ. Peter Tiersma), лингвиста и профессора юридической школы. В своей статье «Инструкции для жюри присяжных: Пересмотр руководств для присяжных штата Калифорния» в «Справочнике о судебной лингвистике» (2010 год) Питер Тирсма проанализировал истории судебных процессов и то, как были разработаны инструкции для жюри присяжных, необходимые для создания атмосферы, в которой присяжным предоставляется соответствующая информация по делу, чтобы установить фактические доказательства и вину обвиняемого лица. До этого шаблонные инструкции для жюри присяжных в Калифорнии были разработаны группой экспертов, в состав которой входили судьи и адвокаты, ещё в 1930-х—1940-х годах.
Эти стандартизированные инструкции жюри присяжных были источником проблем, поскольку они были написаны с использованием технического юридического языка. В 1979 году Роберт и Веда Чарроу провели исследование инструкций на предмет понятности, в ходе которых просили людей устно обобщить содержание прочитанного. Участники смогли воспроизвести только ⅓ информации, приведённой в инструкциях. Чарроу также определил лингвистические особенности этих документов, которые затрудняли их понимание. После их пересмотра, включая использование повседневного словаря, понимание возросло на 47 %.
Тирсма также приводит примеры сравнения инструкций на юридическом и простом английском языках. Так, в «Книге утверждённых инструкций для жюри присяжных» (англ. Book of Approved Jury Instructions — BAJI) инструкции относительно ответственности водителей при управлении транспортными средствами гласят:

Каждый человек, использующий улицу или шоссе, будь то пешеход или водитель транспортного средства, обязан постоянно заботиться, чтобы не подвергать себя или других опасности, а также предпринимать все возможные меры предосторожности, во избежание аварии, которая может привести к травме.

«Транспортное средство» — это устройство, с помощью которого любое лицо или имущество может двигаться, перемещаться или буксироваться по шоссе.

«Пешеход» — это любой человек, который находится в движении или использует средства передвижения, приводимые в движение человеческой силой, кроме велосипеда. Понятие «пешеход» также включает любого человека, который управляет самоходной инвалидной коляской, инвалидным трёхколёсным велосипедом или моторизованным квадроциклом и, по причине физической нетрудоспособности, не может передвигаться иным образом, чем пешеход, как определено ранее.
Оригинальный текст (англ.)Every person using a public street or highway, whether as a pedestrian or as a driver of a vehicle, has a duty to exercise ordinary care at all times to avoid placing himself or others in danger and to use like care to avoid an accident from which an injury might result.

A “vehicle” is a device by which any person or property may be propelled, moved, or drawn upon a highway.

A “pedestrian” is any person who is afoot or who is using a means of conveyance propelled by human power other than a bicycle. The word “pedestrian” also includes any person who is operating a self-propelled wheelchair, invalid tricycle, or motorized quadrangle and, by reason of physical disability, is otherwise unable to move about as a pedestrian, as earlier defined.
— BAJI 5.50. Duty of Motorists and Pedestrians Using Public Highway
Тирсма указывает на несколько запутанных терминов и формализмов, используемых в этом определении, которые участникам жюри присяжных будет трудно понять. Он обращает внимание на фразу «предпринимать все возможные меры предосторожности», как на чрезмерно формальную, а на указанное в инструкции определение понятия «пешеход» — как на нетипично определённое, включающее людей, использующих инвалидные коляски и «моторизованные квадроциклы», и предлагает новую версию данного юридического текста на простом английском:

Человек должен проявлять разумную осторожность при управлении транспортным средством. Водители должны следить за пешеходами, препятствиями и другими транспортными средствами. Они также должны управлять скоростью и движением своих транспортных средств. Непринятие мер предосторожности при управлении транспортным средством является халатностью.
Оригинальный текст (англ.)A person must use reasonable care in driving a vehicle. Drivers must keep a lookout for pedestrians, obstacles, and other vehicles. They must also control the speed and movement of their vehicles. The failure to use reasonable care in driving a vehicle is negligence.
— CACI 700. Basic Standard of Care
Инструкции CACI на «простом языке» (на Plain English) являются более очевидными. При этом они подверглись критике из-за использования общеупотребительного словарного запаса, что делает инструкции менее точными с точки зрения принятой юридической практики.

### Комментарий
1. 1 2  В виду имеется Государственная гражданская служба Его Величества[англ.], также известная как Государственная служба Его Величества или Государственная гражданская служба (His Majesty's Home Civil Service, также известная как His Majesty's Civil Service или The Home Civil Service).

### Краткие сноски
1. 1 2  Federal Plain Language Guidelines, 2011, p. 118.
2. ↑  Щенникова, 2016.
3. ↑  Смокотин, 2011.
4. ↑  Ammer, 1997.
5. ↑  Gowers, 1954, Ch. 1. Prologue. Архивировано 28 марта 2013 года..
6. ↑  Gowers, 1954, Ch. 2. A Digression On Legal English.
7. ↑  PEUK.
8. ↑  BBC News.
9. ↑  UK Government Web Archive. What is an unfair term? webarchive.nationalarchives.gov.uk. Дата обращения: 10 мая 2023.
10. ↑  The Telegraph.
11. ↑  Simply put. Plain English editing, writing and training service provided by the National Adult Literacy Agency (англ.). National Adult Literacy Agency. Дата обращения: 30 июля 2019. Архивировано 16 января 2021 года.
12. ↑  NALA's Plain English resources page (англ.). National Adult Literacy Agency. Дата обращения: 30 июля 2019. Архивировано 19 июля 2019 года.
13. ↑  Public Sector Reform Plan, section 1.2 Improving Customer Experience (англ.). Department of Public Expenditure and Reform. Дата обращения: 30 июля 2019. Архивировано 24 октября 2020 года.
14. ↑  Consumer Protection Code, section 4.1 (англ.). Central Bank. Дата обращения: 30 июля 2019. Архивировано 20 октября 2020 года.
15. ↑  NSAI Develop World’s First Standard on Universal Design (англ.). National Standards Authority of Ireland. Дата обращения: 24 апреля 2017. Архивировано из оригинала 25 апреля 2017 года.
16. ↑  Paperwork Reduction Act of 1995.
17. ↑  Locke, 2004.
18. ↑  Plain Writing Act of 2010.
19. ↑  Siegel, 2010.
20. ↑  Berent, 2010.
21. ↑  Oliver, 2000.
22. ↑  Martin, 2000.
23. ↑  Moukad, 1979.
24. ↑  Sec. Act Rel. 33-7380, 1997.
25. 1 2 3 4 5  Tiersma, 2010.
26. ↑  Charrow, 1979.

### Полные сноски
- Federal Plain Language Guidelines — March 2011. — Revision 1, May 2011 (англ.). // © www.plainlanguage.gov. Дата обращения: 18 июня 2020.
- Щенникова Н. В. Лингвопроектирование: полемические заметки // Известия высших учебных заведений. Поволжский регион. Гуманитарные науки. — 2016. — Вып. 4 (40). — ISSN 2072-3024.
- Смокотин В. М. Всемирный язык: из опыта использования естественных языков для преодоления межъязыковых и межкультурных барьеров // Язык и культура. — 2011. — Вып. 2 (14). — ISSN 1999-6195.
- Robert P. Charrow, Veda R. Charrow. Making Legal Language Understandable: A Psycholinguistic Study of Jury Instructions (англ.) // Columbia Law Review. — 1979. — Vol. 79, iss. 7. — P. 1306. — doi:10.2307/1121842. — JSTOR 1121842.
- Joanne Locke. A History of Plain Language in the United States Government. — 2004 (англ.). (отсутствует указанный обзор данного автора) // www.plainlanguage.gov. Дата обращения: 18 июня 2020. Архивировано из оригинала 28 марта 2013 года.Полная версия:
- The American Heritage® Dictionary of Idioms. — Houghton Mifflin, 1997.
- Irwin Berent. Background: Plain Writing Legislative History, 2007-2010. Plain Writing Association (2010). Дата обращения: 28 марта 2013. Архивировано 28 марта 2013 года.
- Duncan Gardham. 7/7 inquests: emergency services should use plain English (англ.). The Telegraph (10 марта 2011). Дата обращения: 6 августа 2011. Архивировано 6 августа 2011 года.
- Gowers E. The Complete Plain Words. — 1954.
- High Court rules against Foxtons (англ.). BBC News (1 мая 2011). Дата обращения: 10 июля 2009. Архивировано 28 марта 2013 года.
- Douglas Martin. David Mellinkoff, 85, Enemy of Legalese (англ.). The New York Times (16 января 2000). Дата обращения: 28 марта 2013. Архивировано 28 марта 2013 года.
- Revisiting Plain Language. — Society for Technical Communication. — Vol. 47, no. 2.
- Myrna Oliver. David Mellinkoff; Attorney Advocated Plain English (англ.). LA Times (4 января 2000). Дата обращения: 28 марта 2013. Архивировано 28 марта 2013 года.
- Paperwork Reduction Act of 1995 (англ.). Архивировано 23 декабря 2017 года.
- Tiersma P. Instructions to jurors: Redrafting California's jury instructions // The Routledge Handbook of Forensic Linguistics / Edited by Malcolm Coulthard and Alison Johnson. — London, New York, 2010. — С. 251—264. — 704 с. — doi:10.4324/9780203855607.ch17. ISBN 0-203-85560-4 Master e-book; ISBN 978-0-415-46309-6 (hbk); ISBN 978-0-203-85560-7 (ebk).
- Plain English Campaign (англ.). BBC News. Дата обращения: 28 марта 2013.
- Plain Writing Act of 2010: Plain Language in Federal Agencies (англ.). PlainLanguage.gov. Plain Language Action and Information Network (2011). Дата обращения: 28 марта 2013. Архивировано из оригинала 28 марта 2013 года.
- Plain English Disclosure (Securities Act Release no. 33-7380) / Ann D. Wallace. — Africa-America-Institute, Annual Institute on Securities Regulation, SEC Division of Corporation Finance, 1997.
- Joel Siegel. Obama Signs 'Plain Writing' Law (англ.). ABC News (17 октября 2010). Дата обращения: 28 марта 2013. Архивировано 8 апреля 2013 года.
- What is an unfair term? (англ.). The Office of Fair Trading (1 мая 2011). Дата обращения: 6 августа 2011. Архивировано 28 марта 2013 года.
- New York's Plain English Law. — The Berkeley Electronic Press, 1979. — Vol. 8, no. 2.